# Hypopyxis labrosa
Hypopyxis labrosa är en nässeldjursart som beskrevs av George James Allman 1888. Hypopyxis labrosa ingår i släktet Hypopyxis och familjen Sertulariidae. Inga underarter finns listade i Catalogue of Life.